# Brevet professionnel
Le brevet professionnel (BP), ou brevet professionnel agricole (BPA), est un diplôme national français de niveau 4 au RNCP.

## Généralités
Il peut être obtenu par l'apprentissage, la formation continue ou la validation des acquis de l'expérience (VAE). Il est demandé dans les conventions collectives de certaines professions comme prérequis à l'ouverture d'une entreprise. Il existe plusieurs spécialités comme la boulangerie, la coiffure ou encore la menuiserie... Le ministère de l'Éducation nationale et le ministère de la Jeunesse et des Sports délivrent tous deux les diplômes du brevet professionnel, enregistrés au répertoire national des certifications professionnelles (RNCP) au niveau 4,.
Le brevet professionnel est préparé par la voie de l'apprentissage dans des centres de formation d'apprentis (CFA) publics ou privés ou des sections d'apprentissage (SA) pour des jeunes titulaires d'un diplôme ou titre de niveau 3. L'admission nécessite un contrat d'apprentissage avec un employeur. Le BP peut aussi se préparer dans le cadre de la formation professionnelle continue, notamment en contrat de professionnalisation ou par la voie de l'enseignement à distance.

La durée de la formation en établissement est déterminée selon la voie de formation.
| Niv 4 Bac +0 17 |                                   | Baccalauréat général Arts, SES, SVT, HGGSP, Humanités, LCA, LLCE, Maths, PC, NSI, SVT, SITerminale générale |                                   | Baccalauréat technologique STAV, ST2S, STD2A, STMG, S2TMD, STI2D, STHR, STLTerminale technologique |                     | Baccalauréat professionnel Alimentaire, Vente, Beauté, Bâtiment, Santé, Design, Véhicules, NumériqueTerminale professionnelle | BMA                                   | BP                                    | CS5 CS4 CS3                           | BM                                    | BTM |
| Niv 3 16        | Première générale                 | Première technologique                                                                                      | Première professionnelle          | CAP 2e année                                                                                       | CAP 2e année        | CAP 2e année | CAP 2e année                          | CAP 2e année                          |                                       |                                       |     |
| 15              | Seconde générale et technologique | Seconde générale et technologique                                                                           | Seconde générale et technologique | Seconde professionnelle                                                                            | CAP 1re année       | CAP 1re année | CAP 1re année                         | CAP 1re année                         | CAP 1re année                         |                                       |     |
| RNCP Âge        | Lycée général                     | | Lycée technologique               | | Lycée professionnel | Centre de formation d'apprentis (CFA)                                                                                         | Centre de formation d'apprentis (CFA) | Centre de formation d'apprentis (CFA) | Centre de formation d'apprentis (CFA) | Centre de formation d'apprentis (CFA) |     |

## Listes des spécialités de BP ou BPA
Il existe plus de 50 spécialités de brevet professionnel. Chaque spécialité est définie par un arrêté du ministre chargé de l'éducation, après avis de la ou des commissions professionnelles consultatives compétentes.
- Administration des fonctions publiques
- Agent technique de prévention et de sécurité
- Agent technique de sécurité dans les transports
- Ameublement tapisserie décoration
- Arts de la cuisine
- Arts du service et commercialisation en restauration
- Barman
- Boucher
- Boulanger
- Carreleur mosaïste (première session 2020)
- Charcutier-traiteur
- Charpentier bois
- Charpentier de marine
- Coiffure
- Conducteur d'appareils des industries chimiques
- Conducteurs d'engins : travaux publics et carrières
- Couvreur
- Électricien(ne)
- Esthétique, cosmétique-parfumerie (dernière session 2020)
- Esthétique, cosmétique-parfumerie (première session 2021)
- Étanchéité du bâtiment et des travaux publics (première session 2020)
- Fleuriste
- Gemmologue
- Gouvernante
- Installateur, dépanneur en froid et conditionnement d'air
- Libraire
- Maçon (première session 2020)
- Maintenance des articles textiles option Pressing
- Menuisier
- Menuisier aluminium-verre
- Métallier
- Métiers de la pierre
- Métiers de la piscine
- Métiers du plâtre et de l'isolation
- Mise en œuvre des caoutchoucs et des élastomères thermoplastiques
- Monteur en installations du génie climatique et sanitaire
- Peintre applicateur de revêtements
- Pilote d'installation de production par procédés
- Plastiques et composites
- Préparateur en pharmacie
- Sommelier
- Techniques de laboratoire de recherche option A - Biologie
- Techniques de laboratoire de recherche option B - Physicochimie
- Vêtement sur mesure option Couture flou
- Vêtement sur mesure option Tailleur dame
- Vêtement sur mesure option Tailleur homme

## Référence externe
- Liste complète des spécialités